# Joplin in Concert
Joplin in Concert è un doppio album dal vivo di Janis Joplin, pubblicato dalla Columbia Records nel maggio del 1972.

## Tracce
Lato A
1. Down on Me – 3:05 (Brano tradizionale, arrangiamento di Janis Joplin) – Registrato dal vivo il 2 marzo 1968 al The Grande Ballroom di Detroit, Michigan
2. Bye, Bye Baby – 4:29 (P St. John) – Registrato dal vivo il 12 aprile 1968 al Winterland di San Francisco, California
3. All Is Loneliness – 5:44 (L Hardin) – Registrato dal vivo il 4 aprile 1970 al Fillmore West di San Francisco, California
4. Piece of My Heart – 4:19 (Jerry Ragovoy, Bert Berns) – Registrato dal vivo il 2 marzo 1968 al The Grande Ballroom di Detroit, Michigan

Lato B
1. Road Block – 2:53 (Janis Joplin, Peter Albin) – Registrato dal vivo il 23 giugno 1968 al The Carousel Ballroom di San Francisco, California
2. Flower in the Sun – 3:07 (Sam Andrew) – Registrato dal vivo il 23 giugno 1968 al The Carousel Ballroom di San Francisco, California
3. Summertime – 4:31 (Dubose Heyward, George Gershwin, Ira Gershwin) – Registrato dal vivo il 23 giugno 1968 al The Carousel Ballroom di San Francisco, California
4. Ego Rock – 8:32 (Nick Gravenites, Janis Joplin) – Registrato dal vivo il 4 aprile 1970 al Fillmore West di San Francisco, California

Lato C
1. Half Moon – 4:36 (John Hall, Johanna Hall) – Registrato dal vivo il 28 giugno 1970 a Toronto, Ontario (Canada)
2. Kozmic Blues – 6:05 (Janis Joplin, Gabriel Mekler) – Registrato dal vivo il 28 giugno 1970 a Toronto, Ontario (Canada)
3. Move Over – 5:09 (Janis Joplin) – Registrato dal vivo il 4 luglio 1970 a Calgary, Alberta (Canada)

Lato D
1. Try (Just a Little Bit Harder) – 8:13 (Jerry Ragovoy, Chip Taylor) – Registrato dal vivo il 4 luglio 1970 a Calgary, Alberta (Canada)
2. Get It While You Can – 7:04 (Jerry Ragovoy, Mort Shuman) – Registrato dal vivo il 4 luglio 1970 a Calgary, Alberta (Canada)
3. Ball and Chain – 9:15 (W.M. Thornton) – Registrato dal vivo il 4 luglio 1970 a Calgary, Alberta (Canada)

## Musicisti
LP - lato A e lato B
Big Brother & the Holding Company
- Janis Joplin - voce
- James Gurley - chitarra
- Sam Andrew - chitarra
- Peter Albin - basso
- Dave Getz - batteria

LP - lato C e lato D
Full Tilt Boogie
- Janis Joplin - voce
- John Till - chitarra
- Richard Bell - pianoforte
- Ken Pierson - organo
- Brad Campbell - basso
- Clark Pierson - batteria[7][8]